# Amaranth
Amaranth Advisors為Nicholas M. Maounis於公元2000年創辦的對沖基金，總部設在康乃狄克州。

## 历史
在2006年9月，其因為在天然氣期貨合同的投資失利，致使單週內損失了約60億美元而變得聲名狼藉。其原來共管理著越90億美元的資產，但有報告指其將會有越六成五的損失，因此可推算出其損失越60億美元。在2006年9月20日，路透社報導指其欲將手上的能量投資組合轉移至第三方，而謠言指該第三方為Citadel Investment Group。雖然其損失並不像避險基金長期資本管理公司（LTCM）過去那次般影響整個金融市場，然而卻增加了要求美国证券交易委员会（SEC）對對沖基金作出監管的壓力。在2006年9月29日，Amaranth的創辦人對所有持有該基金的投資者發了一封信，告訴其該基金已暫停運作。

## 外部連結
- Amaranth的主頁（页面存档备份，存于）
- The Street的相關文章
- 華盛頓郵報的相關文章（页面存档备份，存于）
- First Post的相關文章
- 紐約時報相關文章（页面存档备份，存于）